# Досени (Горж)
Досени (рум. Doseni) насеље је у Румунији у округу Горж у општини Албени. Oпштина се налази на надморској висини од 306 m.

## Становништво
Према подацима из 2002. године у насељу је живело 34 становника, од којих су сви румунске националности.